# Joost van Schaik
Joost van Schaik (* 1974 in Zwolle, Overijssel) ist ein niederländischer Jazzmusiker (Schlagzeug), der derzeit hauptsächlich in Belgien und den Niederlanden tätig ist.

## Leben und Wirken
Schaik begann mit sechs Jahren zu trommeln; ab dem Alter von zehn Jahren erhielt er Unterricht. Mit zwölf Jahren spielte er in der Band seines Vaters Dixieland. In den nächsten Jahren begann er sich zunehmend, für Modern Jazz zu interessieren. Mit 16 Jahren absolvierte er das Vorbereitungsjahr des Konservatoriums von Zwolle; er erhielt Unterricht bei John Engels, Henk Zomer und Han Bennink. Mit 18 Jahren begann er sein Studium am Conservatorium Hilversum, wo ihn Marcel Serierse und Cees Kranenburg ausbildeten. 1995 zog er nach New York, wo ihn Jeff Tain Watts, Carl Allen und Gregory Hutchinson unterrichteten. 
Schaik war Mitglied im Quartett von Toon Roos Quartet, den Combos von Philip Catherine, Benjamin Herman, Jurai Stanik, Sjoerd Dijkhuizen-Martijn van Iterson und im Amsterdam Jazz Quintet. Weiterhin arbeitete er mit Nathalie Loriers sowie mit Curtis Fuller, James Moody, Toots Thielemans, Lew Tabackin, Jasper Blom, Karel Boehlee, Eef Albers, Jarmo Hoogendijk, Rein de Graaff und Bert Joris. Zudem ist er auf Alben von Nico Bunink, Joe Cohn, Frank Roberscheuten, Sanne van Hek, Ivan Paduart, dem Glenn Miller Orchestra von Wil Salden, Philip Catherine/Brussels Jazz Orchestra, Jan Menu oder Jesse van Ruller zu hören.